# Margarete Emmerich
Greta Margarete Emmerich (1 de diciembre de 1933) es una botánica brasileña, que desarrolla actividades académicas en el Herbario, del Departamento de Botánica Museo Nacional de Brasil, Quinta da Boa Vista São Cristovão, en Río de Janeiro.

## Algunas publicaciones
- margarete Emmerich, charlotte Emmerich, marcos Sobral. 1993. Urucu (Bixa orellana L.) no Alto Xingu. Editor Herbarium Bradeanum, 5 pp.
- --------------------------------. 1984. Nota previa sobre um caso de heterostilia em Eichhornia azurea (Sw.). Editor Museu Botânico Municipal, 4 pp.
- myriam maggy Paiz Machado, margarete Emmerich. 1981a. Presença de coléteres em Clusia lanceolata Cambess. Nº 59 de Boletim: Botânica, Brazil Museu Nacional. 7 pp.
- margarete Emmerich. 1981b. Contribuição ao estudo das Euphorbiaceae brasileiras. Nº 62 de Boletim do Museu Nacional. Nova série, Botânica. Editor Museu Nacional
- --------------------------------. 1981c. Duas espécies novas. Volumen 62 de Boletim do Museu nacional. Nova série. Botânica. Editor Museu, 7 pp.
- --------------------------------, luci Mendonça de Senna, charlotte Emmerich. 1980a. Estudos de etnobotânica no parque indigena do Xingu. Nº 57 de Boletim do Museu Nacional: Botânica
- --------------------------------. 1980b. Uma Periandra (Leguminosae) nova. Volumen 57 de Boletim do Museu nacional. N.S. Botânica. Editor Museu nacional, 3 pp.
- --------------------------------. 1977. Sobre uma nova combinação em Cusparia (Rutaceae). Editor Herbarium Bradeanum, 4 pp.

### Libros
- vanda de Cássia Rodrigues Maia, margarete Emmerich, luci de Senna Valle. 2002. Dalechampia Plum. ex L. (Euphorbiaceae): taxonomia das espécies ocorrentes nas restingas do Estado do Rio de Janeiro, Brasil. Nº 119 de Boletim do Museu Nacional. Botanica. 29 pp.
- luiz emygdio de Mello Filho, margarete Emmerich. 1968. Revisão do gênero Batocarpus Krst. (Moraceae-Euartocarpeae). Nº 37 de Boletim do Museu Nacional: Botânica. 15 pp.
- margarete Emmerich. 1971. Anatomia comparada das inflorescências masculinas de Algernonia brasiliensis Baill. e Tetraplandra riedelii Muell.Arg. (Euphorbiaceae). 40 pp.

## Eponimia
- (Asclepiadaceae) Ditassa emmerichii Fontella[2]
- (Bromeliaceae) Aechmea emmerichii Leme[3]